# Charles Kendall Adams

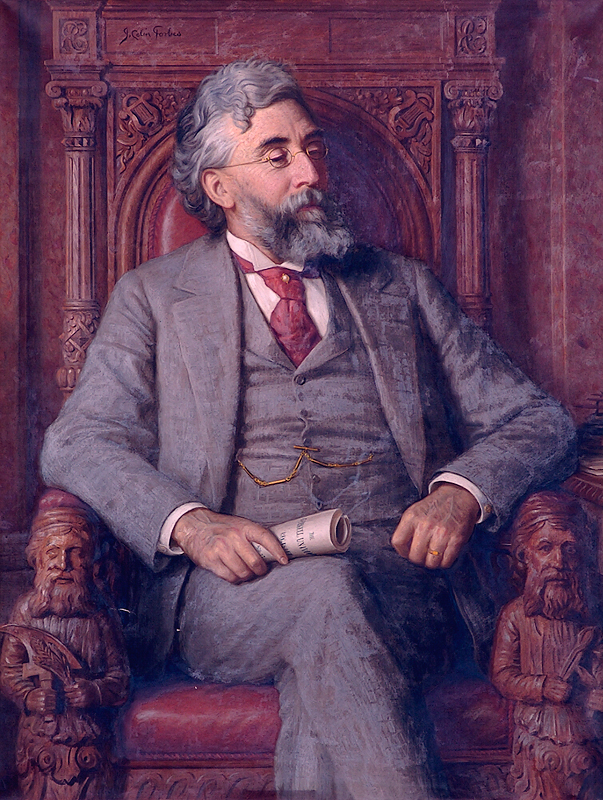
Charles Kendall Adams

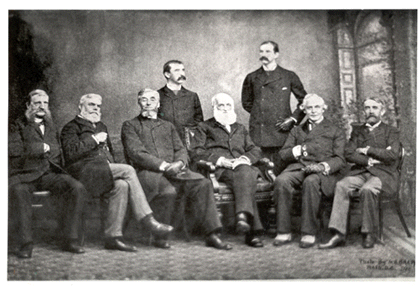
Vorstände der American Historical Association während des Annual meetings am 30. Dezember 1889 in Washington, D.C. Sitzend (von links nach rechts) William Poole, Justin Winsor, Charles Kendall Adams (President), George Bancroft, John Jay und Andrew Dickson White, stehend Herbert B. Adams und C. W. Bowen.

Charles Kendall Adams (* 24. Januar 1835 in Derby, Orleans County, Vermont; † 26. Juli 1902 in Redlands, Kalifornien) war ein US-amerikanischer Historiker und Hochschullehrer.

## Leben
Im Alter von 20 Jahren verzog Adams zunächst nach Iowa, ehe er kurz darauf ein Studium an der University of Michigan begann, das er 1861 abschloss. 1863 wurde er dort zunächst Assistenzprofessor und übernahm dann 1868 eine ordentliche Professur in Geschichte an der University of Michigan. Dort gründete er 1869 das Historische Seminar in Ann Arbor und führte damit die europäische Bildungseinrichtung des Seminars in den USA ein. 
1881 nahm er den Ruf als nichtresidierender Professor für Geschichte an der Cornell University an und wurde 1885 als Nachfolger von Andrew Dickson White Präsident der Universität. Während dieser Zeit war er 1889 auch Präsident der American Historical Association. Im Anschluss war er zwischen 1892 und 1901 noch Präsident der University of Wisconsin–Madison.

## Veröffentlichungen
Neben seiner Lehrtätigkeit verfasste Adams zahlreiche Aufsätze zu historischen und pädagogischen Themen sowie einige Fachbücher wie:
- Democracy and Monarchy in France (New York, 1874)
- Questions and notes on the constitutional history of England, for the use of advanced students and postgraduates in the historical seminary (Ann Arbor, 1879)
- Manual of Historical Literature. Comprising brief descriptions of the most important histories in English, French and German : together with practical suggestions as to methods and courses of historical study : for the use of students, general readers, and collectors of books (New York, 1882)
- Representative British Orations (3 Bände, New York, 1884)
- Christopher Columbus: his life and his work (New York, 1892)
- A history of the United States (Mitautor William P. Trent, Boston, posthum 1903)
- Universal cyclopaedia and atlas (New York, posthum 1905)